# Czesław Marian Jankowski
Czesław Marian Jankowski ps. Trabia, Trabowicz (ur. 21 lipca 1880 w Warszawie, zm. 21 czerwca 1940 w Palmirach) – polski adwokat, harcerz, harcmistrz, współtwórca harcerstwa w Królestwie Kongresowym.

## Życiorys
Czesław Jankowski uczył się początkowo w III Gimnazjum Męskim, a następnie w V Gimnazjum w Warszawie. Po studiach na Wydziale Prawa Uniwersytetu Warszawskiego uzyskał dyplom  w 1904 roku. Rozpoczął praktykę adwokacką w kancelarii obrońcy politycznego Stanisława Patka. W 1915 roku otworzył własną kancelarię adwokacką.
W 1920 roku wstąpił do Wojska Polskiego, przeszedł kurs audytorów wojskowych. Od około 1915 roku pracował w Zarządzie Miejskim Warszawy. Został tam radcą prawnym, następnie kierownikiem Biura Dochodzeń Dyscyplinarnych Zarządu Miasta. Zwolniony z tego stanowiska przez komisarycznego prezydenta miasta Mariana Zyndram-Kościałkowskiego w 1935 roku, przeszedł na emeryturę.
Od czasów szkolnych udzielał się w polskich niepodległościowych organizacjach młodzieżowych. Już w 1902 roku należał do tajnego Związku Młodzieży Polskiej „Zet”. Z ramienia tej organizacji inicjował strajki szkolne, m.in. w Siedlcach. W latach 1910–1912 aktywny w Związku Sokolstwa Polskiego. Po wybuchu I wojny światowej był jednym ze współzałożycieli Polskiego Komitetu Pomocy Sanitarnej, który działał w ramach Rosyjskiego Czerwonego Krzyża. Otrzymał za tę działalność rosyjski Order Św. Stanisława.
Jesienią 1911 roku w porozumieniu z naczelnymi władzami Związku Sokolstwa Polskiego zaangażował się we współtworzenie ruchu harcerskiego w Warszawie. W latach 1912–1915 był członkiem Naczelnej Komendy Skautowej (NKS), przewodniczył Radzie Drużynowych w Warszawie, wizytował środowiska prowincjonalne. Zostawszy przewodniczącym NKS brał udział w zebraniach tajnych organizacji młodzieżowych, zainteresowanych powstającym ruchem harcerskim: „Pet”, „Zet”, OMN „Zarzewie”, Filarecji oraz w zgromadzeniach uczniów szkół warszawskich. W oparciu właśnie o młodzież gimnazjów warszawskich Jankowski oparł powstający ruch skautowy. W grudniu 1914 roku, gdy większość działaczy harcerskich opowiedziała się, wbrew prorosyjskim zwolennikom Narodowej Demokracji, do których należał Jankowski, za stanowiskiem przyjętym przez przedstawicieli I Brygady Legionów Polskich, Jankowski został wyeliminowany z NKS i pozostał jedynie drużynowym 3 drużyny skautowej w Szkole Konopczyńskiego.
W 1921 roku, po powrocie z wojska Jankowski objął funkcję drużynowego 21 Warszawskiej Drużyny Harcerzy im. I. Prądzyńskiego przy Gimnazjum Ziemi Mazowieckiej. Prowadził ją do 1927 roku, gdy funkcję drużynowego tej drużyny przejął jego syn, Stanisław. Został mianowany harcmistrzem, angażował się w wiele prac Komendy Chorągwi Warszawskiej. W latach 30. był członkiem komisji rewizyjnej Naczelnictwa Związku Harcerstwa Polskiego.
Po wybuchu II wojny światowej Jankowski podejmował próby scalenia rozdrobnionych poczynań organizacyjnych młodzieży harcerskiej. Był pierwszym komendantem „Żbika”, oddziału bojowego, który powstał z 21 WDH. Był członkiem delegacji interweniującej u władz niemieckich w obronie Zamku Królewskiego w Warszawie. 22 kwietnia 1940 roku został aresztowany przez Gestapo, był więziony na Pawiaku, dwa miesiące później został rozstrzelany w Palmirach.

## Życie prywatne
Czesław Jankowski był synem Romana, fabrykanta powozów, i Wandy z Trapszów. 24 kwietnia 1906 roku ożenił się z Elżbietą Śliwicką (1885–1974). Mieli troje dzieci: Andrzeja Jacka (1907–1940), który został rozstrzelany wraz z ojcem, Stanisława – „Agatona” i Marię (1914–1992).

## Ordery i odznaczenia
- Złoty Krzyż Zasługi (25 lutego 1939)[4]
- Order Św. Stanisława (Imperium Rosyjskie)